# Panchià
Panchia település Olaszországban, Trento megyében. Lakosainak száma 811 fő (2023. január 1.). Panchià Pieve Tesino, Predazzo, Ziano di Fiemme és Tesero községekkel határos.

## Népesség
A település népességének változása:
| Lakosok száma | 830  | 837  | 811  |
|               | 2017 | 2018 | 2023 |